# Georg Pangl

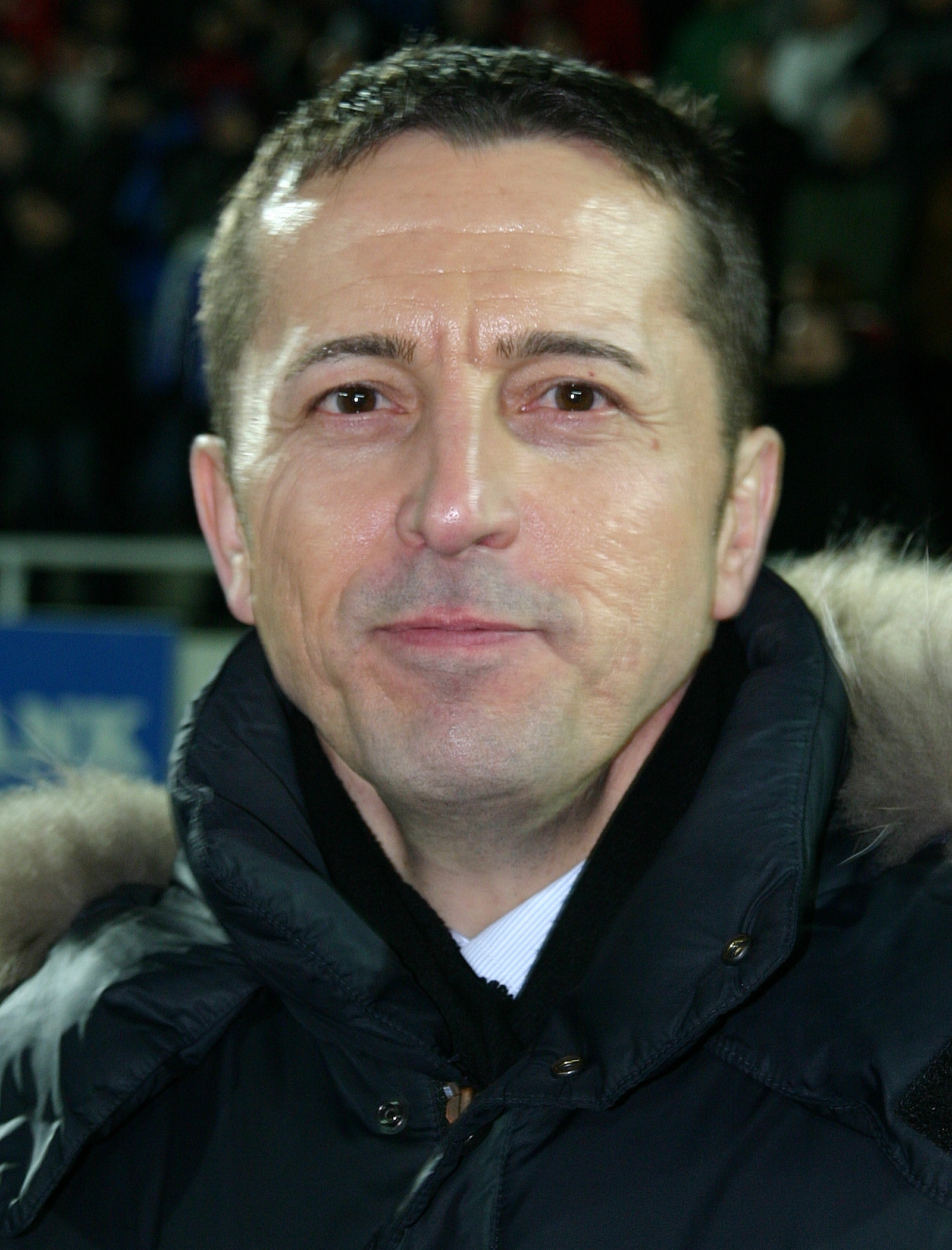
Georg Pangl (2009)

Georg Pangl (* 23. Juni 1965 in Wien) ist ein österreichischer Spitzenfunktionär im Fußball, der in Stotzing lebt. Seit 1986 war er für den Österreichischen Fußball-Bund (ÖFB), die UEFA, die Österreichische Fußball-Bundesliga und die Vereinigung der europäischen Fußball-Ligen (EPFL – später European Leagues) in leitenden Funktionen tätig. Aktuell ist er Geschäftsführer der Pangl Football Group.

## Leben
Georg Pangl wuchs im burgenländischen Stotzing auf. Nach dem Erwerb der Matura auf der BHAK Eisenstadt und dem anschließenden Präsenzdienst absolvierte er eine Ausbildung zum Speditionskaufmann bei der Firma LKW Walter in Wiener Neudorf. Er ist verheiratet und hat zwei Söhne.

## Karriere
Im Jahr 1986 holte der damalige Organisationsleiter Heinz Palme Georg Pangl unter Federführung von Generalsekretär Alfred Ludwig zum ÖFB, wo er bis 2002 u. a. als Jugendsekretär, Administrator der TOTO-Jugendliga, Turnierdirektor der Unter-16-EM Endrunde in Österreich, Team-Manager der U21-Nationalmannschaft und A-Nationalmannschaft sowie als Verantwortlicher für die Organisation der Länderspiele in den Bereichen Sicherheit und Ticketing tätig war. Seine ersten internationalen Einsätze hatte er als Venue Director in der UEFA Champions League sowie als Venue Director während der EURO 2000 in Belgien/Niederlande in Eindhoven.
2002 wechselte er zur UEFA, wo er zum Head aller Venue-Directoren bestellt wurde. Außerdem war er als Projektmanager für die Champions-League-Finalspiele 2003 (Old Trafford in Manchester) und 2004 (Arena Auf Schalke in Gelsenkirchen) verantwortlich. Bei den UEFA Super-Cup-Finali in Monaco dieser beiden Jahre stand er ebenfalls als Projektmanager in der Verantwortung. Bei der EURO 2004 in Portugal war er in Porto und Guimaraes als Venue Marketing Manager tätig.
Im September 2004 wurde Pangl zum Vorstand der Österreichischen Fußball-Bundesliga als Nachfolger von Peter Westenthaler bestellt. In seine knapp zehnjährige Amtszeit fielen (u. a.) der Umzug in das Haus der Bundesliga, der Wettskandal rund um verschobene Spiele, der erstmalige Abschluss eines Kollektivvertrages für Fußball-Profis sowie diverse Abschlüsse von TV- und Sponsoringverträgen. Nach einem Disput über die zukünftige Ausrichtung der Liga in puncto Vermarktung und Professionalisierung beendete Pangl von sich aus im Januar 2014 die Zusammenarbeit.
Von Juni 2014 bis Ende 2019 war Pangl als Generalsekretär der EPFL, der Vertretung von 36 europäischen Profiligen, in Nyon tätig. In dieser Funktion koordinierte er die Themenschwerpunkte mit der UEFA, der Vereinigung der Klubs (ECA) sowie der Spielergewerkschaft FIFPro. Unter seiner Federführung gab es einen Relaunch der Organisation inklusive der Umbenennung auf „European Leagues“. Pangl galt dabei als Vertreter der sogenannten kleinen Ligen und Klubs, der stets vor den Folgen der finanziellen Ungleichheit warnte. Im Dezember 2019 legte Pangl sein Amt nieder.
Mit der Pangl Football Group widmet er sich den Themen Nachhaltigkeit, Digitalisierung und Finanzierung im internationalen Fußball. Darüber hinaus schrieb er das Buch „Mein Theater der Träume“ (Veröffentlichung im Spätsommer 2022, egoth-Verlag) und erläutert basierend auf seinen persönlichen Erfahrungen mit seinem Vortrag „Quo vadis europäischer Fußball?“ als Speaker die Entwicklung des Fußballs in den letzten drei Jahrzehnten.
Im März 2024 wurde er als Nachfolger von Günter Benkö Präsident des burgenländischen Fußball-Verbands (BFV). Im November 2024 trat er als BFV-Präsident zurück.

## Publikationen
- 2022: Mein Theater der Träume, egoth Verlag, Wien 2022, ISBN 978-3-903376-12-0.